# Kvalspelet till U21-Europamästerskapet i fotboll 2021 (grupp 4)
Grupp 4 i kvalspelet till U21-Europamästerskapet i fotboll 2021 består av sex lag: Kroatien, Tjeckien, Grekland, Skottland, Litauen och San Marino. Lagindelningen i de nio grupperna i gruppspelet bestämdes genom en lottning på Uefas högkvarter i Nyon, Schweiz den 11 december 2018.
Matcherna i gruppen var från början schemalagda att spelas mellan den 5 juni 2019 och 13 oktober 2020. Enligt det ursprungliga formatet skulle gruppsegrarna samt det bästa andraplacerade laget att kvalificera sig för huvudturneringen, medan övriga åtta grupptvåor skulle mötas i ett playoff.
Den 17 mars 2020 avbröts samtliga matcher på grund av coronaviruspandemin. Den 17 juni 2020 meddelade Uefa att gruppspelet skulle förlängas till den 17 november 2020 och att playoff-matcherna skulle bli inställda. Istället skulle gruppvinnarna samt de fem bästa andraplacerade lagen att kvalificera sig för huvudturneringen.

## Tabell
| Nr | Lag        | S  | V | O | F  | GM | IM | MS  | P  |
| -- | ---------- | -- | - | - | -- | -- | -- | --- | -- |
| 1  | Tjeckien   | 10 | 6 | 3 | 1  | 20 | 4  | +16 | 21 |
| 2  | Kroatien   | 10 | 6 | 2 | 2  | 37 | 7  | +30 | 20 |
| 3  | Skottland  | 10 | 5 | 3 | 2  | 16 | 5  | +11 | 18 |
| 4  | Grekland   | 10 | 5 | 1 | 4  | 10 | 11 | −1  | 16 |
| 5  | Litauen    | 10 | 3 | 1 | 6  | 9  | 15 | −6  | 10 |
| 6  | San Marino | 10 | 0 | 0 | 10 | 0  | 50 | −50 | 0  |

## Matcher
Alla tider är skrivna i lokal tid.
|             | 5 juni 2019 | San Marino | 0 – 3           | Litauen                                                      | San Marino Stadium                                          |                                                             |
| 20:30 UTC+2 | 20:30 UTC+2 |            | (0 – 2) Rapport | 7′ Edvinas Kloniūnas 29′ Edgaras Dubickas 60′ Svajūnas Čyžas | Serravalle Publik: 240 Domare: Rahim Hasanov (Azerbajdzjan) | Serravalle Publik: 240 Domare: Rahim Hasanov (Azerbajdzjan) |
| 20:30 UTC+2 | 20:30 UTC+2 |            |                 |                                                              | Serravalle Publik: 240 Domare: Rahim Hasanov (Azerbajdzjan) | Serravalle Publik: 240 Domare: Rahim Hasanov (Azerbajdzjan) |
| 20:30 UTC+2 | 20:30 UTC+2 |            |                 |                                                              | Serravalle Publik: 240 Domare: Rahim Hasanov (Azerbajdzjan) | Serravalle Publik: 240 Domare: Rahim Hasanov (Azerbajdzjan) |

|             | 10 juni 2019 | Grekland                                                                 | 5 – 0           | San Marino | Georgios Kamaras Stadium                             |                                                      |
| 19:00 UTC+3 | 19:00 UTC+3  | Argyris Kampetsis 26′, 68′ Vangelis Pavlidis 29′, 37′ Marios Vrousai 51′ | (3 – 0) Rapport |            | Aten Publik: 258 Domare: Dumitri Muntean (Moldavien) | Aten Publik: 258 Domare: Dumitri Muntean (Moldavien) |
| 19:00 UTC+3 | 19:00 UTC+3  |                                                                          |                 |            | Aten Publik: 258 Domare: Dumitri Muntean (Moldavien) | Aten Publik: 258 Domare: Dumitri Muntean (Moldavien) |
| 19:00 UTC+3 | 19:00 UTC+3  |                                                                          |                 |            | Aten Publik: 258 Domare: Dumitri Muntean (Moldavien) | Aten Publik: 258 Domare: Dumitri Muntean (Moldavien) |

|             | 5 september 2019 | Skottland                                      | 2 – 0           | San Marino | St Mirren Park                                          |                                                         |
| 19:30 UTC+1 | 19:30 UTC+1      | Alessandro Tosi 21′ (sjm.) Glenn Middleton 28′ | (2 – 0) Rapport |            | Paisley Publik: 1 542 Domare: Vitaliy Romanov (Ukraina) | Paisley Publik: 1 542 Domare: Vitaliy Romanov (Ukraina) |
| 19:30 UTC+1 | 19:30 UTC+1      |                                                |                 |            | Paisley Publik: 1 542 Domare: Vitaliy Romanov (Ukraina) | Paisley Publik: 1 542 Domare: Vitaliy Romanov (Ukraina) |
| 19:30 UTC+1 | 19:30 UTC+1      |                                                |                 |            | Paisley Publik: 1 542 Domare: Vitaliy Romanov (Ukraina) | Paisley Publik: 1 542 Domare: Vitaliy Romanov (Ukraina) |

|             | 6 september 2019 | Tjeckien                                      | 2 – 0           | Litauen | Stadion Střelecký ostrov                                         |                                                                  |
| 18:00 UTC+2 | 18:00 UTC+2      | Antonín Vaníček 16′ Ondřej Šašinka 68′ (str.) | (1 – 0) Rapport |         | České Budějovice Publik: 3 823 Domare: Nicolas Laforge (Belgien) | České Budějovice Publik: 3 823 Domare: Nicolas Laforge (Belgien) |
| 18:00 UTC+2 | 18:00 UTC+2      |                                               |                 |         | České Budějovice Publik: 3 823 Domare: Nicolas Laforge (Belgien) | České Budějovice Publik: 3 823 Domare: Nicolas Laforge (Belgien) |
| 18:00 UTC+2 | 18:00 UTC+2      |                                               |                 |         | České Budějovice Publik: 3 823 Domare: Nicolas Laforge (Belgien) | České Budějovice Publik: 3 823 Domare: Nicolas Laforge (Belgien) |

|             | 10 september 2019 | Grekland              | 1 – 0           | Litauen | Grigoris Lambrakis Stadium                            |                                                       |
| 17:30 UTC+3 | 17:30 UTC+3       | Giannis Bouzoukis 80′ | (0 – 0) Rapport |         | Kallithea Publik: 258 Domare: Besfort Kasumi (Kosovo) | Kallithea Publik: 258 Domare: Besfort Kasumi (Kosovo) |
| 17:30 UTC+3 | 17:30 UTC+3       |                       |                 |         | Kallithea Publik: 258 Domare: Besfort Kasumi (Kosovo) | Kallithea Publik: 258 Domare: Besfort Kasumi (Kosovo) |
| 17:30 UTC+3 | 17:30 UTC+3       |                       |                 |         | Kallithea Publik: 258 Domare: Besfort Kasumi (Kosovo) | Kallithea Publik: 258 Domare: Besfort Kasumi (Kosovo) |

|             | 10 september 2019 | Kroatien             | 1 – 2           | Skottland                | Stadion Šubićevac                                       |                                                         |
| 20:00 UTC+2 | 20:00 UTC+2       | Sandro Kulenović 10′ | (1 – 0) Rapport | 81′, 89′ Connor McLennan | Šibenik Publik: 2 134 Domare: Michal Ocenáš (Slovakien) | Šibenik Publik: 2 134 Domare: Michal Ocenáš (Slovakien) |
| 20:00 UTC+2 | 20:00 UTC+2       |                      |                 |                          | Šibenik Publik: 2 134 Domare: Michal Ocenáš (Slovakien) | Šibenik Publik: 2 134 Domare: Michal Ocenáš (Slovakien) |
| 20:00 UTC+2 | 20:00 UTC+2       |                      |                 |                          | Šibenik Publik: 2 134 Domare: Michal Ocenáš (Slovakien) | Šibenik Publik: 2 134 Domare: Michal Ocenáš (Slovakien) |

|             | 10 oktober 2019 | Tjeckien        | 1 – 1           | Grekland                       | Městský stadion                                          |                                                          |
| 17:00 UTC+2 | 17:00 UTC+2     | Adam Hložek 76′ | (0 – 1) Rapport | 45+2′ (str.) Giannis Bouzoukis | Karviná Publik: 2 126 Domare: Jørgen Burchardt (Danmark) | Karviná Publik: 2 126 Domare: Jørgen Burchardt (Danmark) |
| 17:00 UTC+2 | 17:00 UTC+2     |                 |                 |                                | Karviná Publik: 2 126 Domare: Jørgen Burchardt (Danmark) | Karviná Publik: 2 126 Domare: Jørgen Burchardt (Danmark) |
| 17:00 UTC+2 | 17:00 UTC+2     |                 |                 |                                | Karviná Publik: 2 126 Domare: Jørgen Burchardt (Danmark) | Karviná Publik: 2 126 Domare: Jørgen Burchardt (Danmark) |

|             | 10 oktober 2019 | Skottland | 0 – 0   | Litauen | Tynecastle Park                                           |                                                           |
| 17:15 UTC+1 | 17:15 UTC+1     |           | Rapport |         | Edinburgh Publik: 1 084 Domare: Krzysztof Jakubik (Polen) | Edinburgh Publik: 1 084 Domare: Krzysztof Jakubik (Polen) |
| 17:15 UTC+1 | 17:15 UTC+1     |           |         |         | Edinburgh Publik: 1 084 Domare: Krzysztof Jakubik (Polen) | Edinburgh Publik: 1 084 Domare: Krzysztof Jakubik (Polen) |
| 17:15 UTC+1 | 17:15 UTC+1     |           |         |         | Edinburgh Publik: 1 084 Domare: Krzysztof Jakubik (Polen) | Edinburgh Publik: 1 084 Domare: Krzysztof Jakubik (Polen) |

|             | 14 oktober 2019 | Tjeckien | 0 – 0   | Skottland | Městský fotbalový stadion Miroslava Valenty                      |                                                                  |
| 17:00 UTC+2 | 17:00 UTC+2     |          | Rapport |           | Uherské Hradiště Publik: 5 187 Domare: Alain Durieux (Luxemburg) | Uherské Hradiště Publik: 5 187 Domare: Alain Durieux (Luxemburg) |
| 17:00 UTC+2 | 17:00 UTC+2     |          |         |           | Uherské Hradiště Publik: 5 187 Domare: Alain Durieux (Luxemburg) | Uherské Hradiště Publik: 5 187 Domare: Alain Durieux (Luxemburg) |
| 17:00 UTC+2 | 17:00 UTC+2     |          |         |           | Uherské Hradiště Publik: 5 187 Domare: Alain Durieux (Luxemburg) | Uherské Hradiště Publik: 5 187 Domare: Alain Durieux (Luxemburg) |

|             | 14 oktober 2019 | San Marino | 0 – 7           | Kroatien                                                                                       | San Marino Stadium                                                |                                                                   |
| 19:00 UTC+2 | 19:00 UTC+2     |            | (0 – 5) Rapport | 6′, 24′, 45+2′ Sandro Kulenović 26′, 57′ Luka Ivanušec 42′ Kristijan Bistrović 75′ Vinko Soldo | Serravalle Publik: 170 Domare: Kaarlo Oskari Hämäläinen (Finland) | Serravalle Publik: 170 Domare: Kaarlo Oskari Hämäläinen (Finland) |
| 19:00 UTC+2 | 19:00 UTC+2     |            |                 |                                                                                                | Serravalle Publik: 170 Domare: Kaarlo Oskari Hämäläinen (Finland) | Serravalle Publik: 170 Domare: Kaarlo Oskari Hämäläinen (Finland) |
| 19:00 UTC+2 | 19:00 UTC+2     |            |                 |                                                                                                | Serravalle Publik: 170 Domare: Kaarlo Oskari Hämäläinen (Finland) | Serravalle Publik: 170 Domare: Kaarlo Oskari Hämäläinen (Finland) |

|             | 14 november 2019 | Litauen                   | 1 – 3           | Kroatien                                                  | LFF Stadium                                            |                                                        |
| 18:30 UTC+3 | 18:30 UTC+3      | Domantas Antanavičius 60′ | (0 – 1) Rapport | 9′ Luka Ivanušec 73′ Ivan Posavec 89′ Kristijan Bistrović | Vilnius Publik: 243 Domare: Kristoffer Hagenes (Norge) | Vilnius Publik: 243 Domare: Kristoffer Hagenes (Norge) |
| 18:30 UTC+3 | 18:30 UTC+3      |                           |                 |                                                           | Vilnius Publik: 243 Domare: Kristoffer Hagenes (Norge) | Vilnius Publik: 243 Domare: Kristoffer Hagenes (Norge) |
| 18:30 UTC+3 | 18:30 UTC+3      |                           |                 |                                                           | Vilnius Publik: 243 Domare: Kristoffer Hagenes (Norge) | Vilnius Publik: 243 Domare: Kristoffer Hagenes (Norge) |

|             | 14 november 2019 | Tjeckien                                                               | 6 – 0           | San Marino | Letní stadion                                                 |                                                               |
| 18:00 UTC+2 | 18:00 UTC+2      | Adam Hložek 11′, 69′ Dominik Janošek 15′, 82′ Ladislav Krejčí 38′, 67′ | (3 – 0) Rapport |            | Chomutov Publik: 1 977 Domare: Helgi Mikael Jónasson (Island) | Chomutov Publik: 1 977 Domare: Helgi Mikael Jónasson (Island) |
| 18:00 UTC+2 | 18:00 UTC+2      |                                                                        |                 |            | Chomutov Publik: 1 977 Domare: Helgi Mikael Jónasson (Island) | Chomutov Publik: 1 977 Domare: Helgi Mikael Jónasson (Island) |
| 18:00 UTC+2 | 18:00 UTC+2      |                                                                        |                 |            | Chomutov Publik: 1 977 Domare: Helgi Mikael Jónasson (Island) | Chomutov Publik: 1 977 Domare: Helgi Mikael Jónasson (Island) |

|             | 15 november 2019 | Skottland | 0 – 1           | Grekland                       | Tynecastle Park                           |                                           |
| 19:00 UTC±0 | 19:00 UTC±0      |           | (0 – 0) Rapport | 90+1′ (str.) Dimitris Nikolaou | Edinburgh Domare: Bojan Pandžić (Sverige) | Edinburgh Domare: Bojan Pandžić (Sverige) |
| 19:00 UTC±0 | 19:00 UTC±0      |           |                 |                                | Edinburgh Domare: Bojan Pandžić (Sverige) | Edinburgh Domare: Bojan Pandžić (Sverige) |
| 19:00 UTC±0 | 19:00 UTC±0      |           |                 |                                | Edinburgh Domare: Bojan Pandžić (Sverige) | Edinburgh Domare: Bojan Pandžić (Sverige) |

|             | 18 november 2019 | Kroatien          | 1 – 2           | Tjeckien                            | Stadion Radnik                            |                                           |
| 18:00 UTC+1 | 18:00 UTC+1      | Luka Ivanušec 30′ | (1 – 1) Rapport | 39′ Ladislav Krejčí 72′ Pavel Bucha | Velika Gorica Domare: Espen Eskås (Norge) | Velika Gorica Domare: Espen Eskås (Norge) |
| 18:00 UTC+1 | 18:00 UTC+1      |                   |                 |                                     | Velika Gorica Domare: Espen Eskås (Norge) | Velika Gorica Domare: Espen Eskås (Norge) |
| 18:00 UTC+1 | 18:00 UTC+1      |                   |                 |                                     | Velika Gorica Domare: Espen Eskås (Norge) | Velika Gorica Domare: Espen Eskås (Norge) |

|             | 2 september 2020 | San Marino | 0 – 6           | Tjeckien                                                                       | San Marino Stadium                                     |                                                        |
| 20:30 UTC+2 | 20:30 UTC+2      |            | (0 – 2) Rapport | 20′, 28′ Václav Drchal 65′, 77′ Ladislav Krejčí 78′ Libor Holík 85′ Pavel Šulc | Serravalle Publik: 0 Domare: Amine Kourgheli (Belarus) | Serravalle Publik: 0 Domare: Amine Kourgheli (Belarus) |
| 20:30 UTC+2 | 20:30 UTC+2      |            |                 |                                                                                | Serravalle Publik: 0 Domare: Amine Kourgheli (Belarus) | Serravalle Publik: 0 Domare: Amine Kourgheli (Belarus) |
| 20:30 UTC+2 | 20:30 UTC+2      |            |                 |                                                                                | Serravalle Publik: 0 Domare: Amine Kourgheli (Belarus) | Serravalle Publik: 0 Domare: Amine Kourgheli (Belarus) |

|             | 3 september 2020 | Kroatien                                               | 5 – 0           | Grekland | Stadion Anđelko Herjavec                            |                                                     |
| 19:00 UTC+2 | 19:00 UTC+2      | Nikola Moro 2′ Lovro Majer 6′, 25′ Petar Musa 15′, 53′ | (4 – 0) Rapport |          | Varaždin Publik: 0 Domare: Marco Di Bello (Italien) | Varaždin Publik: 0 Domare: Marco Di Bello (Italien) |
| 19:00 UTC+2 | 19:00 UTC+2      |                                                        |                 |          | Varaždin Publik: 0 Domare: Marco Di Bello (Italien) | Varaždin Publik: 0 Domare: Marco Di Bello (Italien) |
| 19:00 UTC+2 | 19:00 UTC+2      |                                                        |                 |          | Varaždin Publik: 0 Domare: Marco Di Bello (Italien) | Varaždin Publik: 0 Domare: Marco Di Bello (Italien) |

|             | 6 september 2020 | San Marino | 0 – 1           | Grekland                   | San Marino Stadium                                         |                                                            |
| 20:30 UTC+2 | 20:30 UTC+2      |            | (0 – 1) Rapport | 25′ Dimitris Emmanouilidis | Serravalle Publik: 0 Domare: Jason Lee Barcelo (Gibraltar) | Serravalle Publik: 0 Domare: Jason Lee Barcelo (Gibraltar) |
| 20:30 UTC+2 | 20:30 UTC+2      |            |                 |                            | Serravalle Publik: 0 Domare: Jason Lee Barcelo (Gibraltar) | Serravalle Publik: 0 Domare: Jason Lee Barcelo (Gibraltar) |
| 20:30 UTC+2 | 20:30 UTC+2      |            |                 |                            | Serravalle Publik: 0 Domare: Jason Lee Barcelo (Gibraltar) | Serravalle Publik: 0 Domare: Jason Lee Barcelo (Gibraltar) |

|             | 7 september 2020 | Tjeckien | 0 – 0   | Kroatien | Stadion Střelecký ostrov                                       |                                                                |
| 18:00 UTC+2 | 18:00 UTC+2      |          | Rapport |          | České Budějovice Publik: 0 Domare: Ivaylo Stoyanov (Bulgarien) | České Budějovice Publik: 0 Domare: Ivaylo Stoyanov (Bulgarien) |
| 18:00 UTC+2 | 18:00 UTC+2      |          |         |          | České Budějovice Publik: 0 Domare: Ivaylo Stoyanov (Bulgarien) | České Budějovice Publik: 0 Domare: Ivaylo Stoyanov (Bulgarien) |
| 18:00 UTC+2 | 18:00 UTC+2      |          |         |          | České Budějovice Publik: 0 Domare: Ivaylo Stoyanov (Bulgarien) | České Budějovice Publik: 0 Domare: Ivaylo Stoyanov (Bulgarien) |

|             | 8 september 2020 | Litauen | 0 – 1           | Skottland          | LFF Stadium                                       |                                                   |
| 18:30 UTC+3 | 18:30 UTC+3      |         | (0 – 0) Rapport | 82′ Allan Campbell | Vilnius Publik: 0 Domare: Juri Frischer (Estland) | Vilnius Publik: 0 Domare: Juri Frischer (Estland) |
| 18:30 UTC+3 | 18:30 UTC+3      |         |                 |                    | Vilnius Publik: 0 Domare: Juri Frischer (Estland) | Vilnius Publik: 0 Domare: Juri Frischer (Estland) |
| 18:30 UTC+3 | 18:30 UTC+3      |         |                 |                    | Vilnius Publik: 0 Domare: Juri Frischer (Estland) | Vilnius Publik: 0 Domare: Juri Frischer (Estland) |

|             | 8 oktober 2020 | Litauen                                 | 2 – 0           | Grekland | Sūduva Stadium                                |                                               |
| 18:30 UTC+3 | 18:30 UTC+3    | Svajūnas Čyžas 17′ Linas Mėgelaitis 66′ | (1 – 0) Rapport |          | Marijampolė Domare: Kateryna Monzul (Ukraina) | Marijampolė Domare: Kateryna Monzul (Ukraina) |
| 18:30 UTC+3 | 18:30 UTC+3    |                                         |                 |          | Marijampolė Domare: Kateryna Monzul (Ukraina) | Marijampolė Domare: Kateryna Monzul (Ukraina) |
| 18:30 UTC+3 | 18:30 UTC+3    |                                         |                 |          | Marijampolė Domare: Kateryna Monzul (Ukraina) | Marijampolė Domare: Kateryna Monzul (Ukraina) |

|             | 8 oktober 2020 | Kroatien | 10 – 00         | San Marino | Stadion Kranjčevićeva                          |                                                |
| 18:00 UTC+2 | 18:00 UTC+2    | Sandro Kulenović 2′ Lovro Majer 23′ Dario Špikić 34′ Luka Ivanušec 40′, 44′, 73′ Darko Nejašmić 52′, 56′ Dario Vizinger 78′ Joško Gvardiol 81′ | (5 – 0) Rapport |            | Zagreb Domare: Ivar Orri Kristjansson (Island) | Zagreb Domare: Ivar Orri Kristjansson (Island) |
| 18:00 UTC+2 | 18:00 UTC+2    | |                 |            | Zagreb Domare: Ivar Orri Kristjansson (Island) | Zagreb Domare: Ivar Orri Kristjansson (Island) |
| 18:00 UTC+2 | 18:00 UTC+2    | |                 |            | Zagreb Domare: Ivar Orri Kristjansson (Island) | Zagreb Domare: Ivar Orri Kristjansson (Island) |

|             | 9 oktober 2020 | Skottland                           | 2 – 0           | Tjeckien | Tynecastle Park                                        |                                                        |
| 17:30 UTC+1 | 17:30 UTC+1    | Fraser Hornby 25′ Ross McCrorie 82′ | (1 – 0) Rapport |          | Edinburgh Domare: Guillermo Cuadra Fernandez (Spanien) | Edinburgh Domare: Guillermo Cuadra Fernandez (Spanien) |
| 17:30 UTC+1 | 17:30 UTC+1    |                                     |                 |          | Edinburgh Domare: Guillermo Cuadra Fernandez (Spanien) | Edinburgh Domare: Guillermo Cuadra Fernandez (Spanien) |
| 17:30 UTC+1 | 17:30 UTC+1    |                                     |                 |          | Edinburgh Domare: Guillermo Cuadra Fernandez (Spanien) | Edinburgh Domare: Guillermo Cuadra Fernandez (Spanien) |

|             | 13 oktober 2020 | Grekland | 0 – 1           | Kroatien        | Leoforos Alexandras Stadium                                |                                                            |
| 17:00 UTC+3 | 17:00 UTC+3     |          | (0 – 1) Rapport | 27′ Lovro Majer | Aten Publik: 0 Domare: José Luis Munuera Montero (Spanien) | Aten Publik: 0 Domare: José Luis Munuera Montero (Spanien) |
| 17:00 UTC+3 | 17:00 UTC+3     |          |                 |                 | Aten Publik: 0 Domare: José Luis Munuera Montero (Spanien) | Aten Publik: 0 Domare: José Luis Munuera Montero (Spanien) |
| 17:00 UTC+3 | 17:00 UTC+3     |          |                 |                 | Aten Publik: 0 Domare: José Luis Munuera Montero (Spanien) | Aten Publik: 0 Domare: José Luis Munuera Montero (Spanien) |

|             | 13 oktober 2020 | San Marino | 0 – 7           | Skottland | San Marino Stadium                          |                                             |
| 17:30 UTC+2 | 17:30 UTC+2     |            | (0 – 3) Rapport | 20′ (str.), 50′, 51′ Fraser Hornby 39′ David Turnbull 43′ Barry Maguire 70′ Connor McLennan 75′ Harrison Ashby | Serravalle Domare: Luis Teixeira (Portugal) | Serravalle Domare: Luis Teixeira (Portugal) |
| 17:30 UTC+2 | 17:30 UTC+2     |            |                 | | Serravalle Domare: Luis Teixeira (Portugal) | Serravalle Domare: Luis Teixeira (Portugal) |
| 17:30 UTC+2 | 17:30 UTC+2     |            |                 | | Serravalle Domare: Luis Teixeira (Portugal) | Serravalle Domare: Luis Teixeira (Portugal) |

|             | 13 oktober 2020 | Litauen | 0 – 1           | Tjeckien           | Sūduva Stadium                             |                                            |
| 18:30 UTC+3 | 18:30 UTC+3     |         | (0 – 1) Rapport | 22′ Ondřej Šašinka | Marijampolė Domare: Morten Krogh (Danmark) | Marijampolė Domare: Morten Krogh (Danmark) |
| 18:30 UTC+3 | 18:30 UTC+3     |         |                 |                    | Marijampolė Domare: Morten Krogh (Danmark) | Marijampolė Domare: Morten Krogh (Danmark) |
| 18:30 UTC+3 | 18:30 UTC+3     |         |                 |                    | Marijampolė Domare: Morten Krogh (Danmark) | Marijampolė Domare: Morten Krogh (Danmark) |

|             | 12 november 2020 | Skottland                               | 2 – 2           | Kroatien                                | Tynecastle Park                            |                                            |
| 15:00 UTC+0 | 15:00 UTC+0      | Glenn Middleton 54′ Connor McLennan 70′ | (0 – 2) Rapport | 20′ Nikola Moro 25′ Kristijan Bistrović | Edinburgh Domare: Michael Fabbri (Italien) | Edinburgh Domare: Michael Fabbri (Italien) |
| 15:00 UTC+0 | 15:00 UTC+0      |                                         |                 |                                         | Edinburgh Domare: Michael Fabbri (Italien) | Edinburgh Domare: Michael Fabbri (Italien) |
| 15:00 UTC+0 | 15:00 UTC+0      |                                         |                 |                                         | Edinburgh Domare: Michael Fabbri (Italien) | Edinburgh Domare: Michael Fabbri (Italien) |

|             | 13 november 2020 | Litauen                                                         | 3 – 0           | San Marino | LFF Stadium                                  |                                              |
| 18:30 UTC+2 | 18:30 UTC+2      | Nauris Petkevičius 31′ Renatas Banevičius 55′ Karolis Uzėla 77′ | (1 – 0) Rapport |            | Vilnius Domare: Dzmitry Dzmitryieu (Belarus) | Vilnius Domare: Dzmitry Dzmitryieu (Belarus) |
| 18:30 UTC+2 | 18:30 UTC+2      |                                                                 |                 |            | Vilnius Domare: Dzmitry Dzmitryieu (Belarus) | Vilnius Domare: Dzmitry Dzmitryieu (Belarus) |
| 18:30 UTC+2 | 18:30 UTC+2      |                                                                 |                 |            | Vilnius Domare: Dzmitry Dzmitryieu (Belarus) | Vilnius Domare: Dzmitry Dzmitryieu (Belarus) |

|             | 13 november 2020 | Grekland | 0 – 2           | Tjeckien                                   | Leoforos Alexandras Stadium             |                                         |
| 19:00 UTC+2 | 19:00 UTC+2      |          | (0 – 0) Rapport | 68′ (str.) Pavel Bucha 90+1′ Václav Drchal | Aten Domare: Adrien Jaccottet (Schweiz) | Aten Domare: Adrien Jaccottet (Schweiz) |
| 19:00 UTC+2 | 19:00 UTC+2      |          |                 |                                            | Aten Domare: Adrien Jaccottet (Schweiz) | Aten Domare: Adrien Jaccottet (Schweiz) |
| 19:00 UTC+2 | 19:00 UTC+2      |          |                 |                                            | Aten Domare: Adrien Jaccottet (Schweiz) | Aten Domare: Adrien Jaccottet (Schweiz) |

|             | 17 november 2020 | Kroatien                                                                                    | 7 – 0           | Litauen | Stadion Aldo Drosina                 |                                      |
| 17:00 UTC+1 | 17:00 UTC+1      | Dario Špikić 13′ Petar Musa 29′, 66′ Marin Šverko 36′ Boško Šutalo 57′ Nikola Moro 70′, 76′ | (3 – 0) Rapport |         | Pula Domare: Ian McNabb (Nordirland) | Pula Domare: Ian McNabb (Nordirland) |
| 17:00 UTC+1 | 17:00 UTC+1      |                                                                                             |                 |         | Pula Domare: Ian McNabb (Nordirland) | Pula Domare: Ian McNabb (Nordirland) |
| 17:00 UTC+1 | 17:00 UTC+1      |                                                                                             |                 |         | Pula Domare: Ian McNabb (Nordirland) | Pula Domare: Ian McNabb (Nordirland) |

|             | 17 november 2020 | Grekland                   | 1 – 0           | Skottland | Leoforos Alexandras Stadium            |                                        |
| 18:00 UTC+2 | 18:00 UTC+2      | Efthymis Christopoulos 27′ | (1 – 0) Rapport |           | Aten Domare: Benoît Millot (Frankrike) | Aten Domare: Benoît Millot (Frankrike) |
| 18:00 UTC+2 | 18:00 UTC+2      |                            |                 |           | Aten Domare: Benoît Millot (Frankrike) | Aten Domare: Benoît Millot (Frankrike) |
| 18:00 UTC+2 | 18:00 UTC+2      |                            |                 |           | Aten Domare: Benoît Millot (Frankrike) | Aten Domare: Benoît Millot (Frankrike) |

## Målskyttar
Det gjordes 92 mål på 30 matcher, vilket gav ett snitt på 3,07 mål per match.
7 mål
- Luka Ivanušec

5 mål
- Sandro Kulenović
- Ladislav Krejčí

4 mål
- Lovro Majer
- Nikola Moro
- Petar Musa
- Fraser Hornby
- Connor McLennan

3 mål
- Kristijan Bistrović
- Václav Drchal
- Adam Hložek

2 mål
- Darko Nejašmić
- Dario Špikić
- Pavel Bucha
- Dominik Janošek
- Ondřej Šašinka
- Giannis Bouzoukis
- Argyris Kampetsis
- Vangelis Pavlidis
- Svajūnas Čyžas
- Glenn Middleton

1 mål
- Joško Gvardiol
- Ivan Posavec
- Vinko Soldo
- Boško Šutalo
- Marin Šverko
- Dario Vizinger
- Libor Holík
- Pavel Šulc
- Antonín Vaníček
- Efthymis Christopoulos
- Dimitris Emmanouilidis
- Dimitris Nikolaou
- Marios Vrousai
- Domantas Antanavičius
- Renatas Banevičius
- Edgaras Dubickas
- Edvinas Kloniūnas
- Linas Mėgelaitis
- Nauris Petkevičius
- Karolis Uzėla
- Allan Campbell
- Harrison Ashby
- Barry Maguire
- Ross McCrorie
- David Turnbull

1 självmål
- Alessandro Tosi (mot Skottland)